# Giuditta e Oloferne (film 1959)
Giuditta e Oloferne è un film del 1959 diretto da Fernando Cerchio.

## Trama
Tratto dall’omonimo racconto apocrifico/deuterocanonico della Bibbia, il film narra la storia leggendaria dell’eroina ebrea Giuditta.
Il generale degli assiri Oloferne conquista la città giudea di Betulia. Nessuno potrebbe sembrare in grado di opporglisi. Ci penserà Giuditta, la quale, armata di sola fede e coraggio, dapprima farà innamorare il tiranno di sé per distoglierlo dalla sua attività pubblica; poi, a un banchetto, vistolo ubriaco, gli taglierà la testa con la spada stessa del tiranno. Alla morte del loro generale, gli assiri saranno presi dal panico e speditamente messi in fuga dai giudei.